# Zolociv
Zolociv (în ucraineană Золочів) este orașul raional de reședință al raionului Zolociv din regiunea Liov, Ucraina. În afara localității principale, nu cuprinde și alte sate.

## Demografie
Componența lingvistică a orașului Zolociv
     Ucraineană (97,7%)
     Rusă (2,03%)
     Alte limbi (0,08%)
Conform recensământului din 2001, majoritatea populației orașului Zolociv era vorbitoare de ucraineană (97,7%), existând în minoritate și vorbitori de rusă (2,03%).